# Дајмлер-Клем L 20
Дајмлер-Клем L.20 је немачки једномоторни, двоседи, нискокрилни лаки авион, претежно дрвене конструкције, који се користио као спортски и авион за почетну обуку пилота, између два светска рата.

## Пројектовање и развој
Усавршавајући класу лаких спортских/школских авиона Х. Клем је 1924. године тестирао једномоторни двоседи школски авион нискокрилац са самоносећим крилом дрвене конструкције, Дајмлер L.20 са боксер мотором Дајмлер F 7502 снаге 15 kW, кога је пројектовао чувени др. инж. Фердинад Порше.

## Технички опис
Авион је био нисококрилни једнокрилац са једним мотором и два члана посаде. 
Авион је дрвене конструкције. Конструкција трупа је решеткаста дрвена конструкција, неправилног правоугаоног попречног пресека обложена дрвеном лепенком.  Предњи део авиона (до прве кабине) је био обложен делом са алуминијумским лимом. Између мотора и прве кабине налазио се резервоар за гориво. Резервоар је противпожарним зидовима био одвојен од мотора и пилотске кабине.
Авион је био опремљен ваздухом хлађеним боксер мотором Дајмлер F 7502 снаге 15 kW и дрвеном двокраком вучном елисом, фиксног корака.
Носећа конструкција крила је од дрвета са две рамењаче предњи део крила је био обложен шпером, а остатак платном. Део крила уз труп је био целом својом ширином обложен шперплочом јер су се по тој површини посада пењала у кабине. На овај део крила су били залепљени гумени ногоступи који су онемогућавали клизање посаде при пењању у авион и оштећивање крила. Облик крила је био трапезаст са заобљеним крајем крила. Нападна ивица крила је била скоро управна на осу авиона. Са доње стране крила при самом крају су се налазиле челичне скије које су обезбеђивале крило од оштећења при нерегуларном слетању.  Крила су се веома лако могла одвојити од трупа у циљу транспорта или паркирања авиона у хангар.
Стајни трап је био фиксан потпуно направљен од металних профила са високо притисним гумама, на репу је имао еластичну дрвену дрљачу.

### Варијанте авиона Дајмлер-Клем L.20
- L20 A1 - Жицама-затегнуто крило. Три авиона је направио Дајмлер фабрика авиона.
- L20 B1 - Самоносеће крило без затезача. Прототип направио Дајмлер а производио га је Клемм фабрика авиона.
- L20 Хидроавион - Модел као L20 B1 само што уместо конвенционалног стајног трапа има пловке.

## Земље које су користиле авион Дајмлер-Клем L.20
- Аргентина
- Аустралија
- Данска
- Трећи рајх
- Краљевина Југославија
- УК
- Швајцарска

## Оперативно коришћење
Авион се производио у две фабрике: Daimler и Leichtflugzeugbau Klemm GmbH. Произведено је преко 83 примерака авиона Дајмлер-Клем L.20 свих типова. Ови авиони су извезени у најмање шест земаља и углавном су коришћени за почетну обуку пилота.
Најпознатији и најзначајнији лет авиона Дајмлер-Клем L 20 биo је прелетање Алпа у фебруару 1926. Пилот је био Гурлицер (нем. Hans Gurlitzer) и навигатор / инжењер Лангсдорф, (нем. Werner von Langsdorff) обојица из Дајмлер-а.
Лет је почео из Даимлер-ове базе у Синделфингену 16. фебруара, и након неколико покушаја да прелете Алпе то им је успело слетевши у близини језера Зелер у аустријским Алпима. Повратак је био према истоку, заобилазећи Алпе пут Беча и Будимпеште и долазак кући у Синделфинген 16. марта. Часопис Флајт је поздравио овај успех, јер је показао да се малим лаким авионима могу обављати летови преко тешких терена и неизвесних временских услова.

### Авион Дајмлер-Клем L.20 у Југославији
У октобру месецу 1927. године, Основни одбор Аероклуба Краљевине СХС (Југославије) у Љубљани купио је један спортски авион двосед, нискокрилац дрвене конструкције типа Дајмлер-Клем L.20а са мотором Mercedes F 7502. Авион је крштен именом "Љубљана" и одбор га је одмах почео користити у пропагандне сврхе (популаризација ваздухопловства). Велики број летова је направљен већ у сезони 1928. године. Авион никада није добио званичну регистрациону ознаку Х, али је уместо регистрационе ознаке на репу имао ознаку Х а на трупу му је великим словима писало Љубљана, тако да је авион практично био означен као X-LJUBLJANA.
Основни Одбор АК у Љубљани покушао је 1929. године да организује пилотску школу, али му је то само делимично пошло за руком јер се мотор авиона Клем L.20 често кварио. Авион је у међувремену био регистрован по тада важећем систему и добио је ознаку UN-LOD која је била постављена само на десном крилу.

## Сачувани примерак
У музеју Мерцедеса у Штутгарту изложена је верна реконструкција авиона Дајмлер-Клем L 20, оригинални примерак овог авиона није сачуван.